# Prunus tartarea
Prunus tartarea är en rosväxtart som beskrevs av Cyrus Longworth Lundell. Prunus tartarea ingår i släktet prunusar, och familjen rosväxter. Inga underarter finns listade i Catalogue of Life.